# Plexippus rubrogularis
Plexippus rubrogularis là một loài nhện trong họ Salticidae.
Loài này thuộc chi Plexippus. Plexippus rubrogularis được Eugène Simon miêu tả năm 1902.